# Messerschmitt Bf 110
Bf 110 er et tysk 2-motors jagerfly, designet af Willy Messerschmitt. Flyet kaldes også ofte Me 110. Dagflyene havde ingen motorinstrumenter i cockpittet, i stedet for var de monteret direkte på motornacellerne og kunne aflæses af piloten igennem små vinduer.
Flyet blev oprindeligt klassificeret som en Zerstörer (destroyer). Til søs eskorterer destroyerne de større krigsskibe og Zerstörer-eskadrillerne skulle eskortere de større bombefly. Det havde en længere rækkevidde end den enmotorede Messerschmitt Bf 109 og i 1940 deltog de i "Slaget om England". Under slaget viste det sig at Bf 110 ikke kunne matche de engelske jagere og selv måtte eskorteres af Bf 109. Bf 110 blev senere ombygget til natjagere, hvor den havde større succes.
Me 110 blev fra starten af brugt som langtrækkende jagerbomber. Dette mærkede Danmark til, idet ni Bf 110 fra Zerstörergeschwader 1 ved et præcisionsangreb ødelagde de nyeste Fokker D.XXI kampfly i Værløselejren klokken 5.45 d. 9. april 1940. Angrebet blev udført meget disciplineret, idet at hverken personel eller hangarer kom til skade (bortset fra to dræbte på et nedskudt dansk rekognosceringsfly).
- Wikimedia Commons har flere filer relateret til Messerschmitt Bf 110

| Luftfart | Spire Denne artikel om flyvning er en spire som bør udbygges. Du er velkommen til at hjælpe Wikipedia ved at udvide den. |